# Gemona del Friuli
Gemona del Friuli (en frioulan : Glemone) est une commune italienne d'environ 11 100 habitants, située dans l'ancienne province d'Udine, dans la région autonome du Frioul-Vénétie Julienne du nord-est de l'Italie.

## Géographie
La commune est située au nord de Udine, le chef-lieu de la région, à quelque vingt-cinq kilomètres à vol d'oiseau. Le territoire communal s'étend dans une plaine alluviale du bassin hydrographique du fleuve Tagliamento au pied des Alpes juliennes, adossé au flanc d'un relief montagneux appelé monte Chiampon ou Cjampon (altitude : 1 709 m) et monte Quarnan (1 372 m). Gemona est entourée de reliefs préalpins et de collines, dans cette plaine alluviale sillonne le Tagliamento qui recueille les eaux des rivières et de la fonte des neiges hivernales des montagnes environnantes.

## Histoire

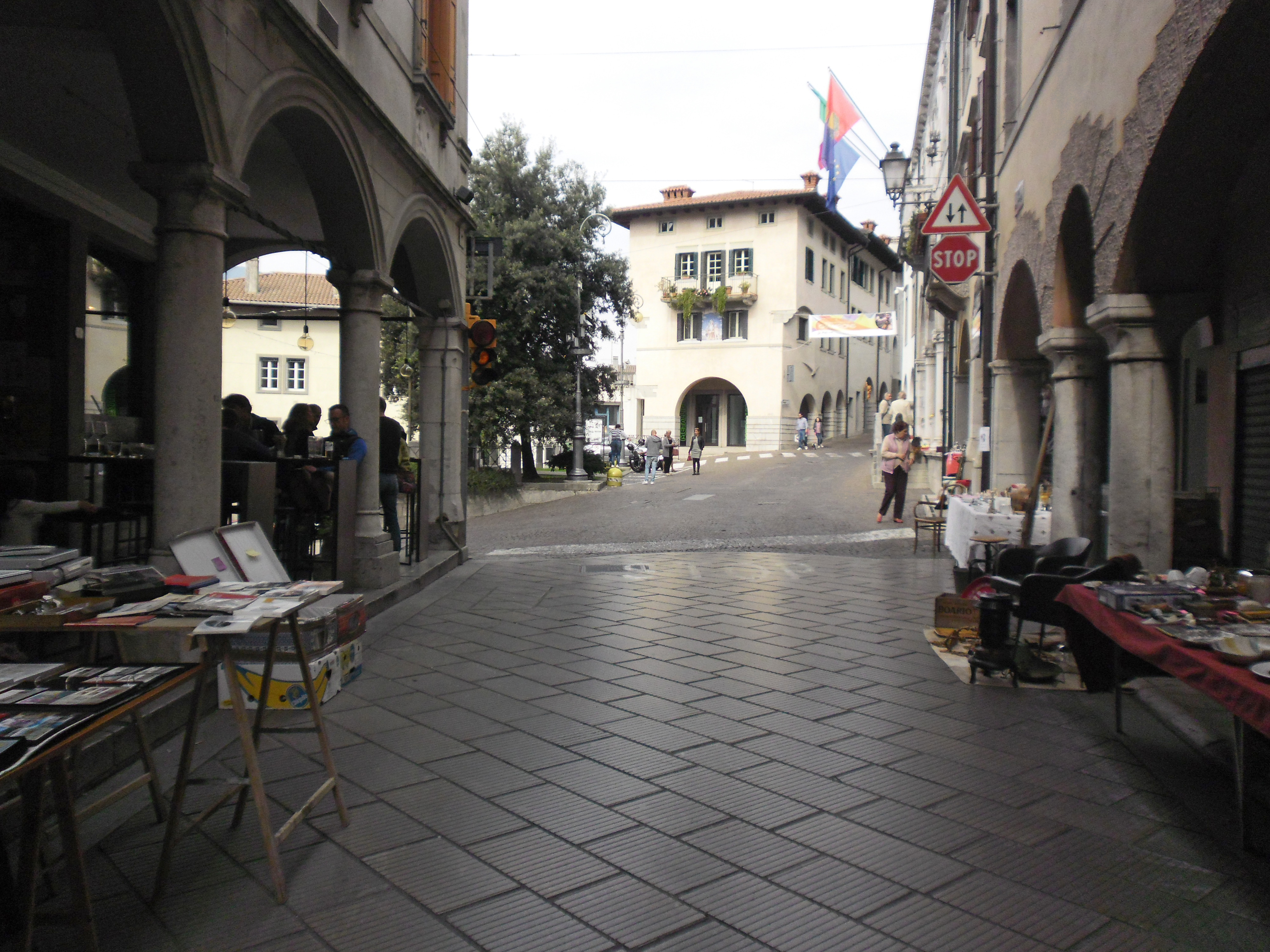
Dans le centre historique.

Au Moyen-Âge, la commune était incluse dans le patriarcat d'Aquilée (Patrie dal Friûl), une principauté ecclésiastique du Saint-Empire romain dont le territoire fut conquis par la république de Venise vers 1420. Gemona était incorporée dans les Domini di Terraferma jusqu'à la chute de la république en 1797 puis dans la province vénitienne éphémère de la monarchie de Habsbourg.
Après un bref interlude dans le royaume d'Italie napoléonien, Gemona depuis le congrès de Vienne en 1815 faisait partie du royaume de Lombardie-Vénétie (gouvernement de Vénétie) au sein de l'empire d'Autriche. Après la troisième guerre d'indépendance italienne en 1866, la région a été rattachée au nouveau royaume d'Italie.

## Monuments
Le centre historique de Gemona del Friuli est riche en monuments anciens soigneusement restaurés après les destructions dues aux deux séismes majeurs de 1976, dont l'épicentre se trouva près de la commune.
La cathédrale de l'Assomption de Marie a été construite au XIIe siècle ; elle reçoit à nouveau la consécration en 1337, consécutivement à un réaménagement vers la fin du XIIIe siècle. Le campanile fut édifiée de
1341 à 1369.
Le palais communal (palazzo del Commune) a été conçu dans le style de la Renaissance vénitienne en 1502.

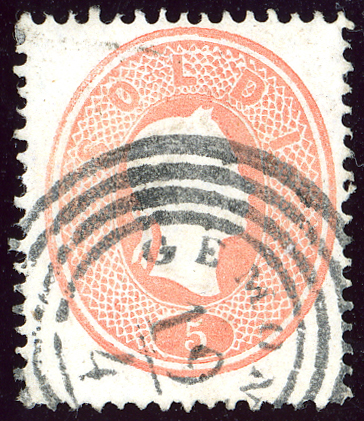
Timbre du Royaume lombardo-vénitien de 1861, 5 soldi oblitéré à Gemona.
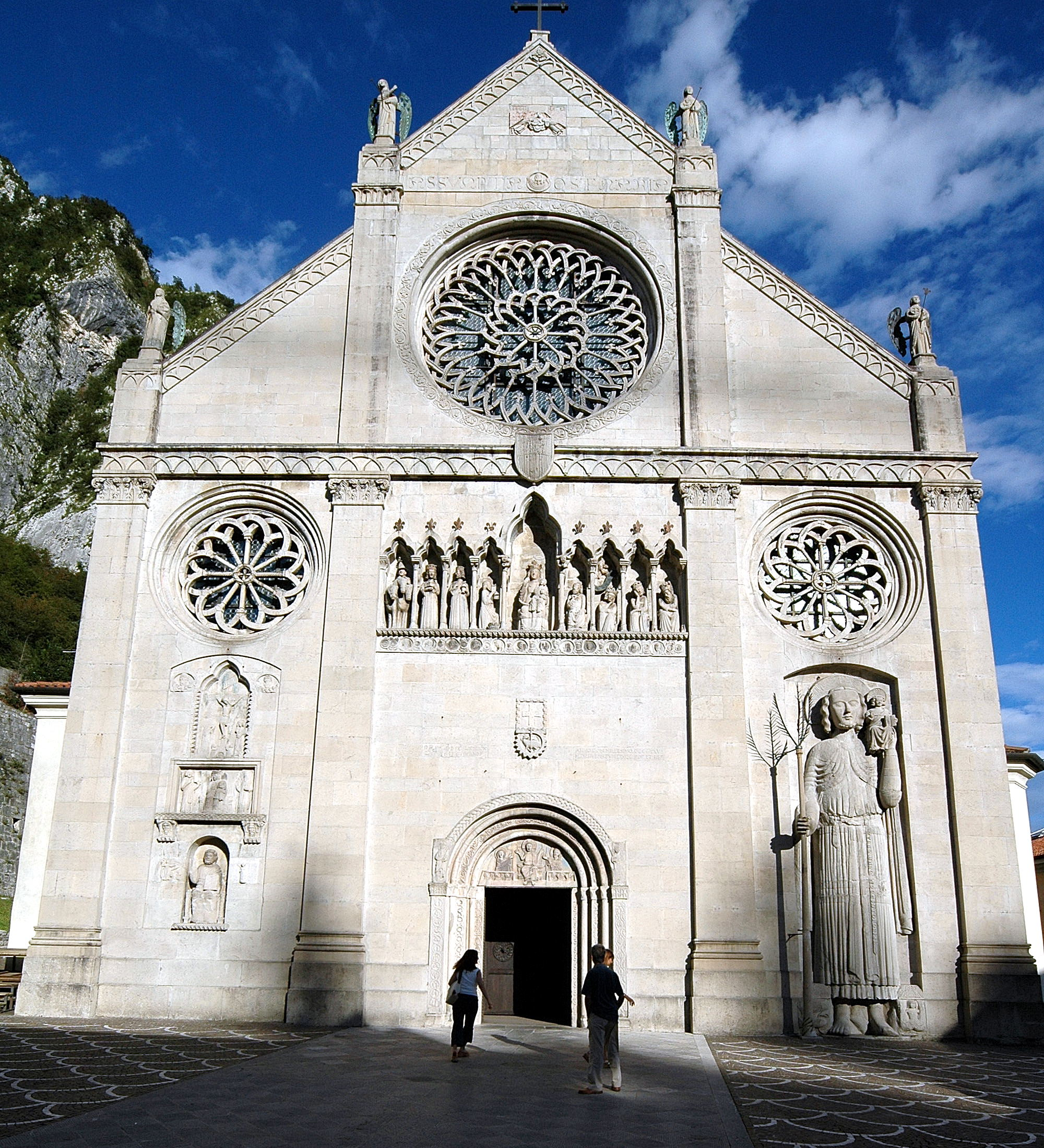
La façade de la cathédrale (duomo) de Gemona.
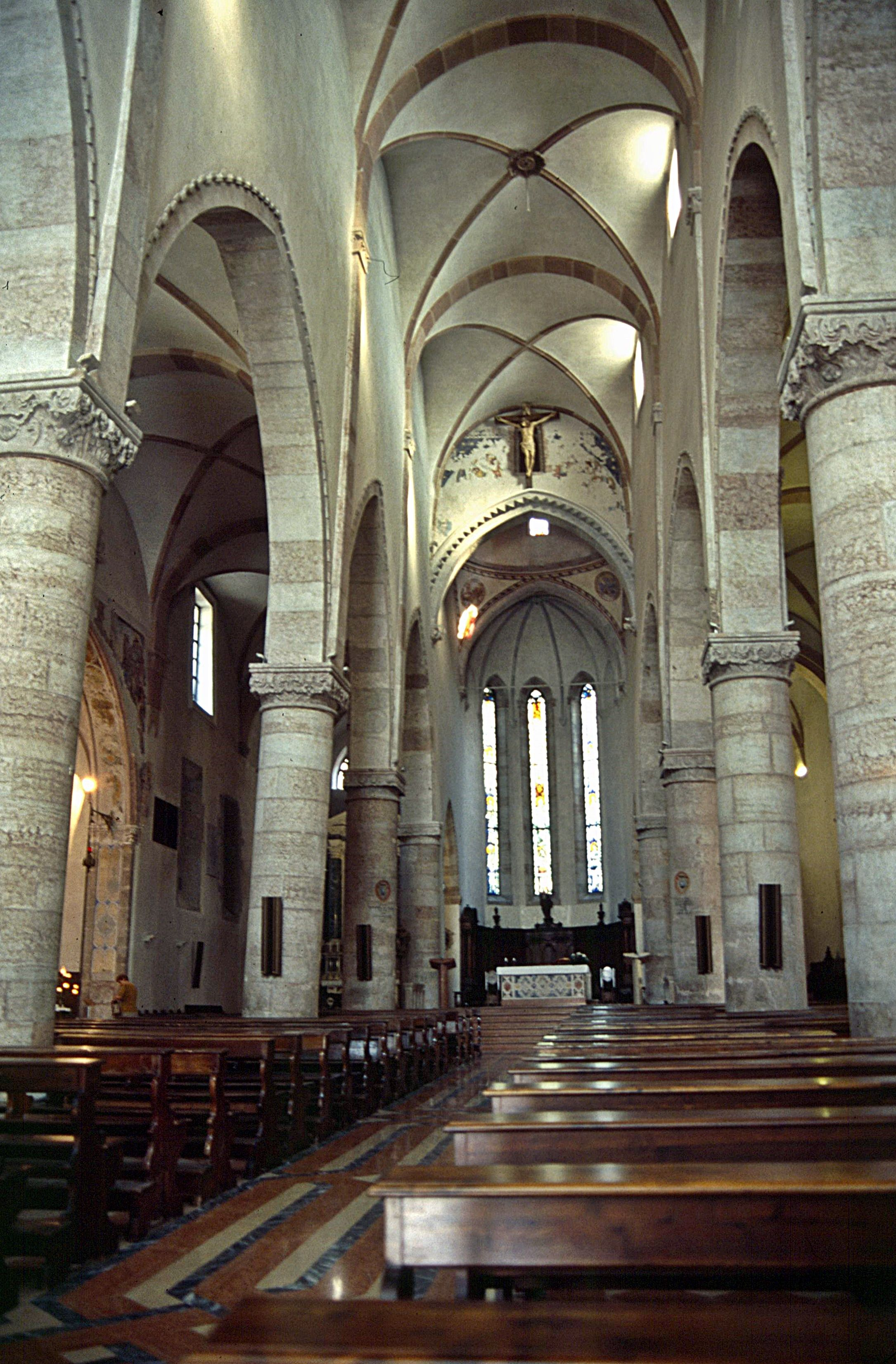
L'intérieur de la cathédrale.
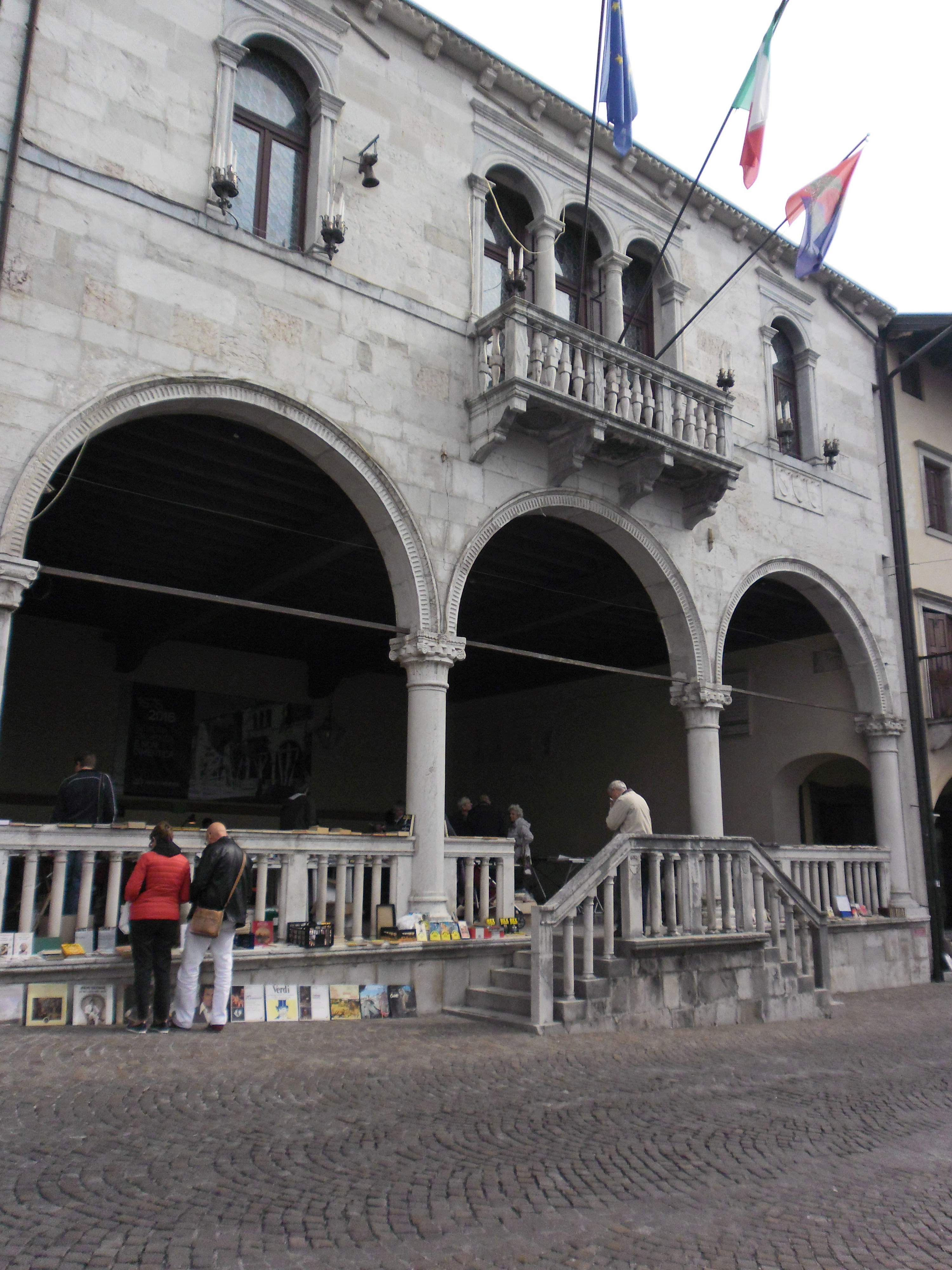
Le palais communal.

## Culture
Bien que la langue administrative soit l'italien, il existe une langue régionale minoritaire qui s'étend à toute la région, qui est le frioulan. Certaines variantes linguistiques existent en fonction de l'aire géographique où cette langue régionale est parlée : à Gemona c'est le dialecte central.

## Administration
| Période                                  | Période  | Identité     | Étiquette | Qualité |
| ---------------------------------------- | -------- | ------------ | --------- | ------- |
| 2012                                     | En cours | Paolo Urbani |           |         |
| Les données manquantes sont à compléter. |          |              |           |         |

### Hameaux
Campagnola, Campolessi, Maniaglia, Ospedaletto, Godo, Centro Storico, Stalis, Taviele, Taboga

### Communes limitrophes
Artegna, Bordano, Buja, Lusevera, Montenars, Osoppo, Trasaghis, Venzone

## Transports
La ville est desservie par l'autoroute A23 qui relie l'autoroute A4, via un échangeur à Palmanova, à la frontière autrichienne près de Tarvisio ; elle est également traversée par la route nationale 13 Pontebbana. Gemona dispose d'une gare ferroviaire sur la ligne Pontebbana qui relie Udine à Tarvisio ; c'est de Gemona que part la voie ferrée pour Sacile.

## Personnalités nées à Gemona del Friuli
- Raimondo D'Aronco (1857-1932), architecte, qui fut l'un des principaux représentants de l'Art nouveau en Italie ;
- Carla Gravina, née le 5 août 1941, actrice de cinéma et comédienne de théâtre, compagne de Gian Maria Volontè, ancienne députée du PCI ;
- Luigi Zuccheri (1904-1974), peintre et illustrateur ;
- Simone Padoin (né en 1984), footballeur ;
- Sebastian Colloredo (né en 1987), sauteur à ski ;
- Ilaria Mauro (née en 1988), footballeuse.

## Jumelages
La commune de Gemona del Friuli est jumelée avec :
- Velden am Wörther See (Autriche) depuis 1959
- Laakirchen (Autriche) depuis 2000
- Foligno (Italie) depuis 2001